# Моррис, Чарльз (боксёр)
Чарльз У. Моррис (англ. Charles W. Morris) — британский боксёр, серебряный призёр летних Олимпийских игр 1908.
На Играх 1908 в Лондоне Моррис соревновался в весовой категории до 57,2 кг. Дойдя финала, он занял второе место и выиграл серебряную медаль.